# Cyanopepla ira
Cyanopepla ira là một loài bướm đêm thuộc phân họ Arctiinae, họ Erebidae.